# 孙宗溶
孙宗溶（1916年2月—2004年11月），男，安徽芜湖人，中华人民共和国政治人物，曾任合肥工业大学党委书记、校长，安徽省政协副主席。